# Paula Gunn Allen
Paula Gunn Allen, née Paula Francis Allen (Albuquerque, Nuevo México, 24 de octubre de 1939 – Fort Bragg, California, 29 de mayo de 2008) fue una escritora, crítica literaria y activista LGBT estadounidense.

## Biografía
Su madre era de ascendencia kawaik/siux-escocesa, y su padre líbanoestadounidense. Creció en Cubero, un pueblo cerca de la reserva Laguna. Tenía dos hermanas mayores y dos hermanos menores.
Comenzó a estudiar en el Colorado's Womans College, pero interrumpió su educación al casarse. Tuvo un hijo y una hija, se divorció, y luego se graduó en 1968 en la Universidad de Oregón. Se volvió a casar y tuvo otros dos hijos. Se doctoró en la Universidad de Nuevo México en 1976, donde además ejerció de profesora.

## Obra
- The Woman Who Owned The Shadows (1983), novela

### Poesía
- Life is a Fatal Disease: Collected Poems 1962-1995 (1997)
- Skins and Bones: Poems 1979-1987 (1988)
- Shadow Country (1982)
- A Cannon Between My Knees (1981)
- Blind Lion Poems (The Blind Lion) (1974)
- Star Child: Poems (1981)
- Coyote's Daylight Trip (1978)

### Ensayo
- Off the Reservation: Reflections on Boundary-Busting Border-Crossing Loose Canons (1998)
- Womanwork: Bridges: Literature across Cultures McGraw–Hill (1994)
- Grandmothers of the Light: A Medicine Women's Sourcebook (1991)
- The Sacred Hoop: Recovering the Feminine in American Indian Traditions (1986)
- Studies in American Indian Literature: Critical Essays and Course Designs (1983)

### Biografías
- Pocahontas: Medicine Woman, Spy, Entrepreneur, Diplomat (2004)
- As Long As the Rivers Flow: The Stories of Nine Native Americans (1996)

### Ediciones, colecciones y antologías
- Hozho: Walking in Beauty: Short Stories by American Indian Writers (2001)
- The Serpent's Tongue: Prose, Poetry, and Art of the New Mexican Pueblos (1997)
- Song of the Turtle: American Indian Literature, 1974-1994 (1996)
- Voice of the Turtle: American Indian Literature, 1900-1970 (1994)
- Spider Woman's Granddaughters: Traditional Tales and Contemporary Writing by Native American Women (1989)
- Living the Spirit: A Gay American Indian Anthology(1988)